# Málinec (vodní nádrž)
Málinec je vodárenská nádrž na řece Ipeľ v katastrálním území stejnojmenné obce. Byla vybudována v letech 1989-1993. Slouží jako zásobárna pitné vody pro přilehlé okresy a reguluje horní tok řeky Ipeľ.
Vodní plocha představuje 1,38 km² s objemem 26,7 mil. m³, těleso hráze je 620 m dlouhé a 48 m vysoké. Do provozu byla nádrž uvedena 21. ledna 1994 a náklady na výstavbu činily 1,7 mld. Sk.